# Tomorrowland (festival)
Tomorrowland es un festival de música electrónica de baile  considerado el más grande del mundo en su estilo, celebrado anualmente en la localidad belga de Boom (Flandes, Bélgica). El festival es organizado por los hermanos Manu Beers y Michiel Beers a través de su empresa We Are One World, y se calcula que anualmente acuden más de 400.000 personas de casi 200 nacionalidades distintas. En 2025 un incendio afectó el escenario principal del Tomorrowland en Bélgica, dos días antes de que iniciara el festival.

## Historia
A mediados de la década de los '00, los hermanos Manu y Michiel Beers, quienes trabajaban en la empresa holandesa promotora de eventos, ID&T, concibieron la idea de crear este evento, en un paraje cercano al municipio de Boom, Bélgica.
La primera edición del festival de nombre Tomorrowland — La tierra del mañana en español — se llevó a cabo el 14 de agosto de 2005 en el Área Recreativa Provincial DeSchorre, en la comuna y municipio de Boom. En esta edición se presentaron DJs de relevancia mundial en ese entonces como Armin van Buuren, David Guetta, Coone, entre otros.
El festival era organizado, año con año, por la empresa holandesa ID&T, hasta que, en el año 2013 se anunció la compra de esta empresa por parte de la promotora de eventos con sede en Los Ángeles, LiveStyle, de forma que, la organización del evento, pasó desde ese año a LiveStyle directamente. Asimismo, los hermanos Beers, decidieron fundar una empresa (We Are One World), y una fundación (Tomorrowland Foundation), las cuales, en conjunto con LiveStyle, hasta la fecha se encargan de organizar dicho festival.
El evento ofrece escenarios y ambiente que se encuentran rodeados de una decoración que simula un mundo de magia y fantasía. El festival en sí, ofrece una variedad de subgéneros dentro de la música electrónica. Asimismo, consta de un camping a las afueras del recinto del festival, llamado DreamVille, para aquellos asistentes que deseen hospedarse lo más cerca posible del festival. "DreamVille" ofrece distintas comodidades, ya sea un lugar donde poner tu propia tienda de campaña o una mansión para un determinado número de personas. Añadido a esto, la entrada al DreamVille ofrece poder asistir a "The Gathering", una pre-fiesta al festival realizada desde el mediodía del jueves hasta pasada la media noche y que suele incluir la participación de dj's incluidos en el line-up del fin de semana.
Los días de ediciones del festival fueron variando, los dos primeros años, 2005 y 2006 tuvieron únicamente un día, mientras que, desde el 2007 hasta el 2010 el evento duró dos días. Desde el 2011 hasta el 2013 el festival brindó 3 días de evento, todo un fin de semana. Desde 2014 hasta 2019 se hicieron dos fines de semanas seguidos, es decir, seis días. En 2022 fue la primera vez que el festival se amplió a tres fines de semanas, en total nueve días, y también la primera vez que el festival alcanzó más de 600 000 visitantes totales.

## Ediciones
| Año  | Imagen                                      | Visitantes                                  | Fecha(s)                                       | Headliners | Tema                                        |
| ---- | ------------------------------------------- | ------------------------------------------- | ---------------------------------------------- | --- | ------------------------------------------- |
| 2025 |                                             |                                             | 18, 19, 20 / 25, 26 y 27 de julio              | | UNITE                                       |
| 2024 |                                             | 400 000                                     | 19, 20, 21 / 26, 27 y 28 de julio              | David Guetta, Hardwell, Steve Aoki, Tiësto, Swedish House Mafia, Armin Van Buuren, Alesso, Amelie Lens, Martin Garrix, Afrojack, Dimitri Vegas & Like Mike, John Newman, Timmy Trumpet, Oliver Heldens, Otto Knows, W&W, Alok, Boris Brejcha | LIFE                                        |
| 2023 |                                             | 400 000                                     | 21, 22, 23 / 28, 29 y 30 de julio              | Sunnery James & Ryan Marciano, The Chainsmokers, Tiesto, Vini Vici , Afrojack, Alesso, Alok, Laidback Luke, Dimitri Vegas & Like Mike, Lost Frequencies, Martin Garrix, Timmy Trumpet, Vintage Culture, Hardwell, Matisse & Sadko, Steve Angello & Sebastian Ingrosso, Armin van Buuren, John Newman, NERVO, Steve Aoki, Tale Of Us, Yves V, Otto Knows, Paul Kalkbrenner, R3hab & W&W | Adscendo                                    |
| 2022 |                                             | 650 000                                     | 15, 16, 17 / 22, 23, 24 / 29, 30 y 31 de julio | Afrojack, Adam Beyer, Above & Beyond, Amelie Lens, Alesso, Angerfist, Aly & Fila, Armin van Buuren, Alan Walker, Tale of Us, Dimitri Vegas & Like Mike, Timmy Trumpet, Claptone, Steve Aoki, Tiësto, Marshmello, Robin Schulz, Martin Garrix, Diplo, DJ Diesel, Major Lazer, Paul Kalkbrenner, Fisher, Lost Frequencies, Morten Breum, Joris Voorn, Nicky Romero, R3hab, Charlotte de Witte, Hardwell, Boris Brejcha, 3 Are Legend | The Reflection of Love                      |
| 2021 | Cancelado debido a la pandemia de COVID-19. | Cancelado debido a la pandemia de COVID-19. | Cancelado debido a la pandemia de COVID-19.    | Cancelado debido a la pandemia de COVID-19. | Cancelado debido a la pandemia de COVID-19. |
| 2020 | Cancelado debido a la pandemia de COVID-19. | Cancelado debido a la pandemia de COVID-19. | Cancelado debido a la pandemia de COVID-19.    | Cancelado debido a la pandemia de COVID-19. | Cancelado debido a la pandemia de COVID-19. |
| 2019 |                                             | 400 000                                     | 19, 20, 21 / 26, 27 y 28 de julio              | Afrojack, Alesso, Alok, Armin van Buuren, Bassjackers, Carl Cox, David Guetta, Da Tweekaz, Dimitri Vegas & Like Mike, DJ Snake, Don Diablo, Fedde Le Grand, KSHMR, Laidback Luke, Martin Garrix, Nicky Romero, Oliver Heldens, Steve Aoki, Tiësto, Timmy Trumpet, The Chainsmokers, W&W, Yves V | The Book of Wisdom                          |
| 2018 |                                             | 400 000                                     | 20, 21, 22 / 27, 28 y 29 de julio              | Afrojack, Alan Walker, Alok, Aly & Fila, Armin van Buuren, Benny Benassi, Brooks, Carl Cox, Cosmic Gate, David Guetta, Dimitri Vegas & Like Mike, Don Diablo, Dua Lipa, Duke Dumont, Eric Prydz, Fedde Le Grand, Ferry Corsten, Gareth Emery, Hardwell, Jonas Blue, Kölsch, Laidback Luke, Martin Garrix, Martin Solveig, Marco V, Markus Schulz, Mike Williams, Nicky Romero, Oliver Heldens, Paul van Dyk, Paul Kalkbrenner, Quintino, Otto Knows, Pete Tong, Sander van Doorn, Salvatore Ganacci, Solomun, Steve Aoki, Sunnery James & Ryan Marciano, Tiësto, Timmy Trumpet, Ummet Ozcan, Vini Vici, W&W, Yellow Claw, Kungs, Zedd, Lost Frequencies | The Story of Planaxis                       |
| 2017 |                                             | 400 000                                     | 21, 22, 23 / 28, 29 y 30 de julio              | Armin van Buuren, Afrojack, Alan Walker, Alesso, Alok, Axwell Λ Ingrosso, David Guetta, Don Diablo, Duke Dumont, Eric Prydz, Fatboy Slim, Yellow Claw, Kölsch, Ferry Corsten, Martin Garrix, Zedd, Paul van Dyk, Oliver Heldens, Solomun, Tiësto, Tchami, Timmy Trumpet, Steve Aoki, Dimitri Vegas & Like Mike, Nicky Romero, Marshmello, Markus Schulz, Fedde Le Grand, Sander van Doorn, Laidback Luke, Sunnery James & Ryan Marciano, Paul Kalkbrenner, Carl Cox, Cosmic Gate, Gareth Emery, Nina Kraviz, Otto Knows, Marco V, Pete Tong, Aly & Fila, W&W, Lost Frequencies                                                                          | Amicorum Spectaculum                        |
| 2016 |                                             | 200 000                                     | 22, 23 y 24 de julio                           | Dimitri Vegas & Like Mike, Axwell Λ Ingrosso, Martin Garrix, Tiësto, Solomun, Afrojack, Alesso, Steve Aoki, W&W, David Guetta, Armin van Buuren, The Chainsmokers, Don Diablo, Steve Angello, DVBBS, Marshmello, Fox Stevenson, Nervo | The Elixir of Life                          |
| 2015 |                                             | 190 000                                     | 24, 25 y 26 de julio                           | Afrojack, Alesso, Armin van Buuren, Avicii, Axwell Λ Ingrosso, Carl Cox, David Guetta, Dimitri Vegas & Like Mike, Hardwell, Oliver Heldens, Steve Aoki, Tiësto, W&W, DVBBS, Fox Stevenson, Skrillex | The Secret Kingdom of Melodia               |
| 2014 |                                             | 360 000                                     | 18, 19, 20 / 25, 26 y 27 de julio              | Afrojack, Armin van Buuren, Avicii, David Guetta, Dimitri Vegas & Like Mike, Hardwell, Martin Solveig, Steve Aoki, Tiësto, Skrillex,kygo | The Key to Happiness                        |
| 2013 |                                             | 190 000                                     | 26, 27 y 28 de julio                           | Axwell, Tiësto, Armin van Buuren, Hardwell, Afrojack, David Guetta, Avicii, Steve Aoki, Nicky Romero, Sebastian Ingrosso, Dimitri Vegas & Like Mike | The Arising of Life                         |
| 2012 |                                             | 180 000                                     | 27, 28 y 29 de julio                           | David Guetta, Steve Aoki, Dimitri Vegas & Like Mike, Swedish House Mafia, Avicii, Afrojack, Above & Beyond, Wildstylez, Hardwell, Paul van Dyk, Carl Cox, Otto Knows,Chuckie, Skrillex | The Book of Wisdom                          |
| 2011 |                                             | 180 000                                     | 22, 23 y 24 de julio                           | Faithless, 2 Many DJs, Carl Cox, Steve Angello, Quintino, David Guetta, Swedish House Mafia, Sebastian Ingrosso, Alesso, Tiësto, Avicii, Pryda, Paul van Dyk | The Tree of Life                            |
| 2010 |                                             | 120 000                                     | 24 y 25 de julio                               | David Guetta, Swedish House Mafia, Tara McDonald, Chuckie, Armin van Buuren, Dada Life, Roger Sanchez | Zon (Sun)                                   |
| 2009 |                                             | 90 000                                      | 25 y 26 de julio                               | Push, Sash!, Moby, Felix da Housecat, David Guetta, Paul van Dyk | The Masker (Mask)                           |
| 2008 |                                             | ca. 50 000                                  | 26 y 27 de julio                               | Carl Cox, David Guetta, Dr. Lektroluv, Yves V, Armin van Buuren, Felix da Housecat | —                                           |
| 2007 |                                             | ca. 50 000                                  | 28 y 29 de julio                               | Magnus, Marco Bailey, Shameboy, Jan van Biesen, Roger Sanchez, David Guetta, Headhunterz, Paul van Dyk | —                                           |
| 2006 |                                             | 15 000                                      | 30 de julio                                    | Armin van Buuren, David Guetta, Fred Baker, Zany, Ruthless, Marco Bailey | —                                           |
| 2005 |                                             | 9 000                                       | 14 de agosto                                   | Push, Armin van Buuren, Cor Fijneman, Yves Deruyter, Technoboy, Coone, David Guetta | —                                           |

## Otras versiones

### TomorrowWorld
El 20 de marzo de 2013, ID&T Belgium y SFX Entertainment anunciaron que comenzaría a organizar un spin-off estadounidense de Tomorrowland, conocido como Tomorrowworld. El festival se lleva a cabo en Bouckaert Farm en Chattahoochee Hills, Georgia, ubicada a 48 km al suroeste de Atlanta. El sitio fue elegido específicamente debido a su parecido con la ubicación de Boom en la que Tomorrowland se celebra tradicionalmente.
La edición inaugural de TomorrowWorld, celebrada del 27 al 29 de septiembre de 2013, reutilizó el diseño The Book of Wisdom utilizado para el escenario principal en Tomorrowland en 2012. El festival acogió a más de 140.000 asistentes durante el fin de semana. Las autoridades informaron que TomorrowWorld 2013 embolsó $85.1 millones a la economía de Georgia, incluidos $70 millones directamente a la ciudad de Atlanta.
La segunda y tercera edición se celebraron del 26 al 28 de septiembre de 2014, y del 25 al 27 de septiembre de 2015, respectivamente. Para la edición de 2014 se reutilizó el escenario The Arising of Life de Tomorrowland 2013. Por su parte la edición de 2015, estuvo marcada por las inclemencias meteorológicas.

### Unite with Tomorrowland
Tomorrowland también ha organizado eventos Unite with Tomorrowland en otros países, que sirven como eventos satélites con transmisiones del festival en Bélgica con efectos sincronizados, unidos por headliners en persona.
El 23 de julio de 2016 seis países hicieron parte del evento llamado Unite: The mirror to Tomorrowland. Esta conexión con Tomorrowland brindó la experiencia de poder ver en vivo a los mejores Dj’s del mundo, además de efectos sincronizados, explosiones de sonido, luces y pirotecnia alrededor de la mejor música del mundo. Los países involucrados fueron Alemania, Colombia, India, Israel, Japón y México.
Durante la celebración del evento del 29 de julio de 2017 en Barcelona el festival tuvo que ser cancelado debido a que el mainstage se incendió por un "mal funcionamiento técnico".

### Tomorrowland Brasil
Fue anunciado la primera semana del décimo aniversario de Tomorrowland, el 10 de julio de 2014. Tan pronto como se inició la venta de boletos las entradas se agotaron en apenas un día. 
La primera edición se llevó a cabo del 1 al 3 de mayo de 2015 en Itu, São Paulo. The Book of Wisdom, la temática utilizada en Tomorrowland 2012, fue reutilizada para esta ocasión.
Del 21 al 23 de abril de 2016 se celebró la segunda y, hasta la fecha, última edición. En noviembre del mismo año se anunció la cancelación del festival por la inestabilidad económica del país.
En diciembre de 2022, tras una pausa de seis años, se confirmó una nueva edición del evento para los días 12, 13 y 14 de octubre de 2023. La edición de 2023 de Tomorrowland Brasil se agotó en menos de tres horas.

## Tomorrowland Winter
En el 2019, se llevó a cabo por primera vez, un festival de invierno llamado Tomorrowland Winter que comprendería el 9-16 de marzo, en las altas montañas de Francia Alpe d'Huez con el lema: "The Hymn of the Frozen Lotus".
En 2020 se realizaría una segunda edición de este festival, pero debido al brote de Coronavirus fue cancelado por las autoridades Francesas
En el año 2022 se reanudó el festival, en la misma ubicación, las fechas fueron desde el 19 al 26 de marzo. Tocaron muchos DJs relevantes como Dimitri Vegas & Like Mike, Afrojack, Lost Frequencies, Charlotte de Witte, entre otros.
En noviembre de 2023, el ayuntamiento de Alpe d'Huez autorizó al alcalde de Alpe d'Huez, Jean-Yves Noyrey, a firmar un contrato con Tomorrowland que prevé, entre otras cosas, la renovación del festival por otras 5 ediciones (hasta 2030), la ampliación del escenario principal para dar cabida a 2.000 personas más, y la posible reubicación de la pista de hielo y la piscina.

## Aplicación móvil
Apple y Android ofrecen la aplicación de Tomorrowland a través de App Store y Play Store, respectivamente. En la misma puedes acceder a la radio, la galería de fotos, el line-up, un mapa del recinto, entre otras cosas.

## Premios y nominaciones
International Dance Music Awards
| Año  | Categoría            | Trabajo      | Resultado | Ref    |
| ---- | -------------------- | ------------ | --------- | ------ |
| 2012 | Mejor evento musical | Tomorrowland | Ganador   | [ 20 ] |
| 2013 | Mejor evento musical | Tomorrowland | Ganador   | [ 20 ] |
| 2014 | Mejor evento musical | Tomorrowland | Ganador   | [ 20 ] |
| 2015 | Mejor evento musical | Tomorrowland | Ganador   | [ 20 ] |
| 2016 | Mejor evento musical | Tomorrowland | Ganador   | [ 20 ] |

Red Bull Elektropedia Awards
| Año  | Categoría      | Trabajo      | Resultado | Ref    |
| ---- | -------------- | ------------ | --------- | ------ |
| 2011 | Mejor festival | Tomorrowland | Ganador   | [ 21 ] |
| 2012 | Mejor festival | Tomorrowland | Ganador   | [ 21 ] |
| 2013 | Mejor festival | Tomorrowland | Ganador   | [ 21 ] |

Electronic Music Awards
| Año  | Categoría        | Trabajo      | Resultado |
| ---- | ---------------- | ------------ | --------- |
| 2017 | Festival del año | Tomorrowland | Nominado  |

Premios FWA
| Año  | Categoría             | Trabajo                        | Resultado | Ref    |
| ---- | --------------------- | ------------------------------ | --------- | ------ |
| 2020 | Festival más creativo | Tomorrowland: Around The World | Ganador   | [ 22 ] |